# Ohrbergpark

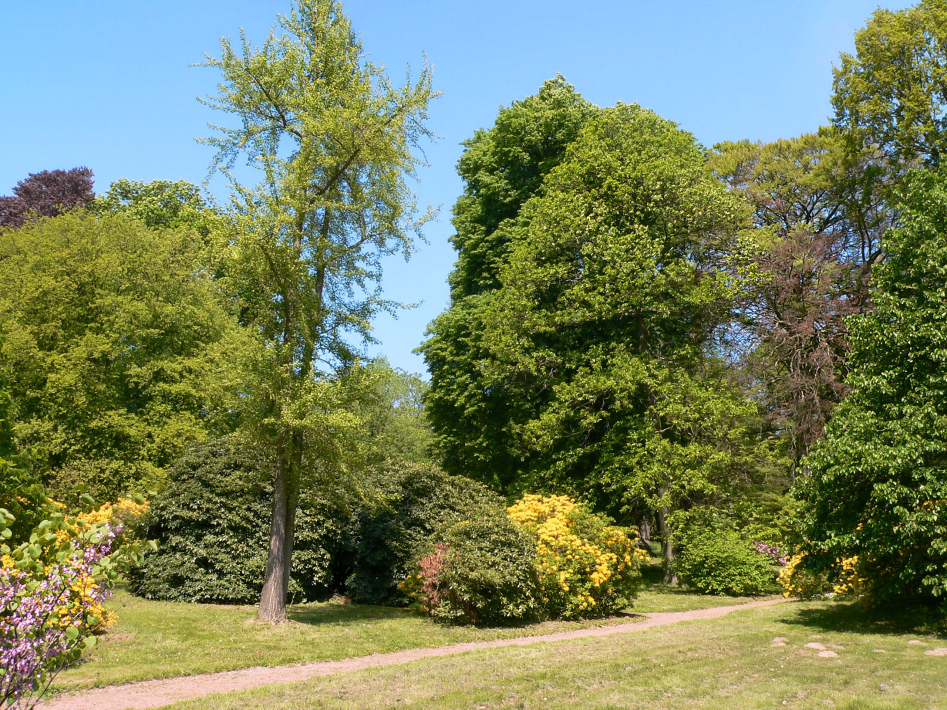
Ohrbergpark mit Baum- und Buschgruppen

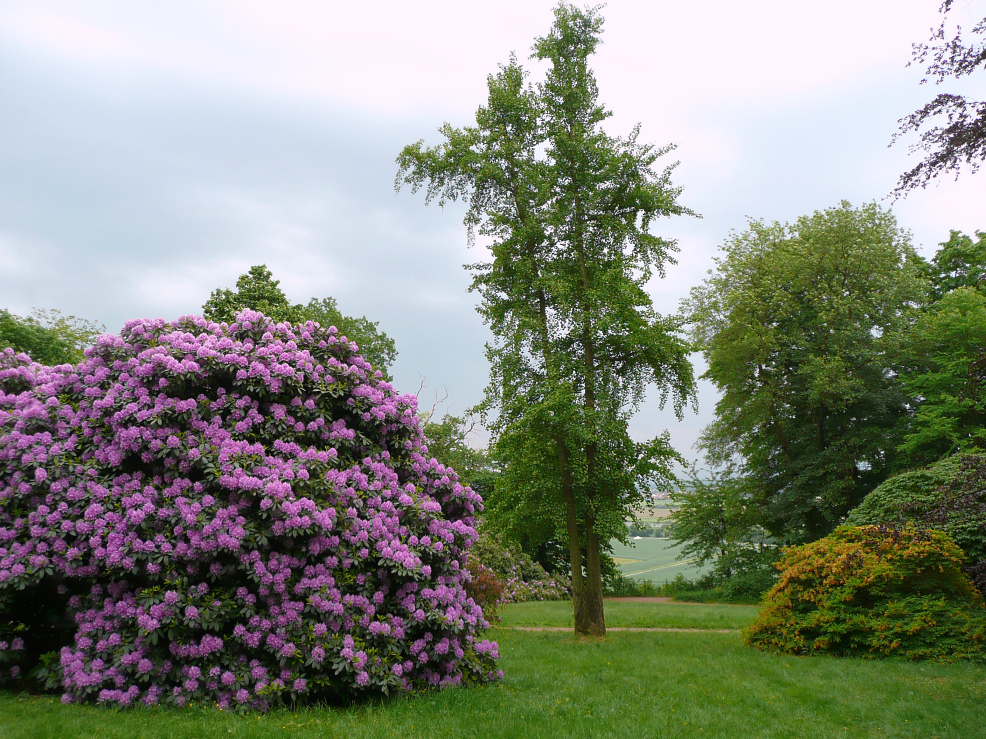
Blühender Rhododendron

Der Ohrbergpark ist eine 45 ha große Parkanlage im Stile eines englischen Landschaftsgartens auf dem Ohrberg in der Gemeinde Emmerthal. Der südliche Teil besteht aus Freiflächen und Gehölzpflanzungen, im nördlichen Teil geht der Park in einen lichten Wald über. Die Parkanlage ist wegen ihrer farbenprächtig blühenden Azaleen- und Rhododendrensträucher sowie ihrer exotischen Gehölze ein beliebtes Ausflugsziel. Vom Park aus bieten sich weite Aussichten in die Täler von Emmer und Weser.
Georg Adolph von Hake (1779–1840) ließ den heutigen Ohrbergpark als Landschaftspark um 1818 in Sichtweite seines Rittergutes Ohr anlegen. Die Anlage ist frei zugänglich und befindet sich bis heute im Besitz der Familie von Hake.

## Lage
Der Park befindet sich auf dem Ohrberg, der sich 80 Meter über das Wesertal erhebt und im Nordwesten an den Hamelner Stadtteil Klein Berkel grenzt, etwa 3 km südlich des Stadtzentrums von Hameln. Der Berg weist einen flachen Westhang mit dem Park und einen steil zur Weser abfallenden Osthang oberhalb der B 83 auf. Der Steilhang entstand 1858 durch Sprengungen für den Verlauf der heutigen B 83 entlang der Weser.

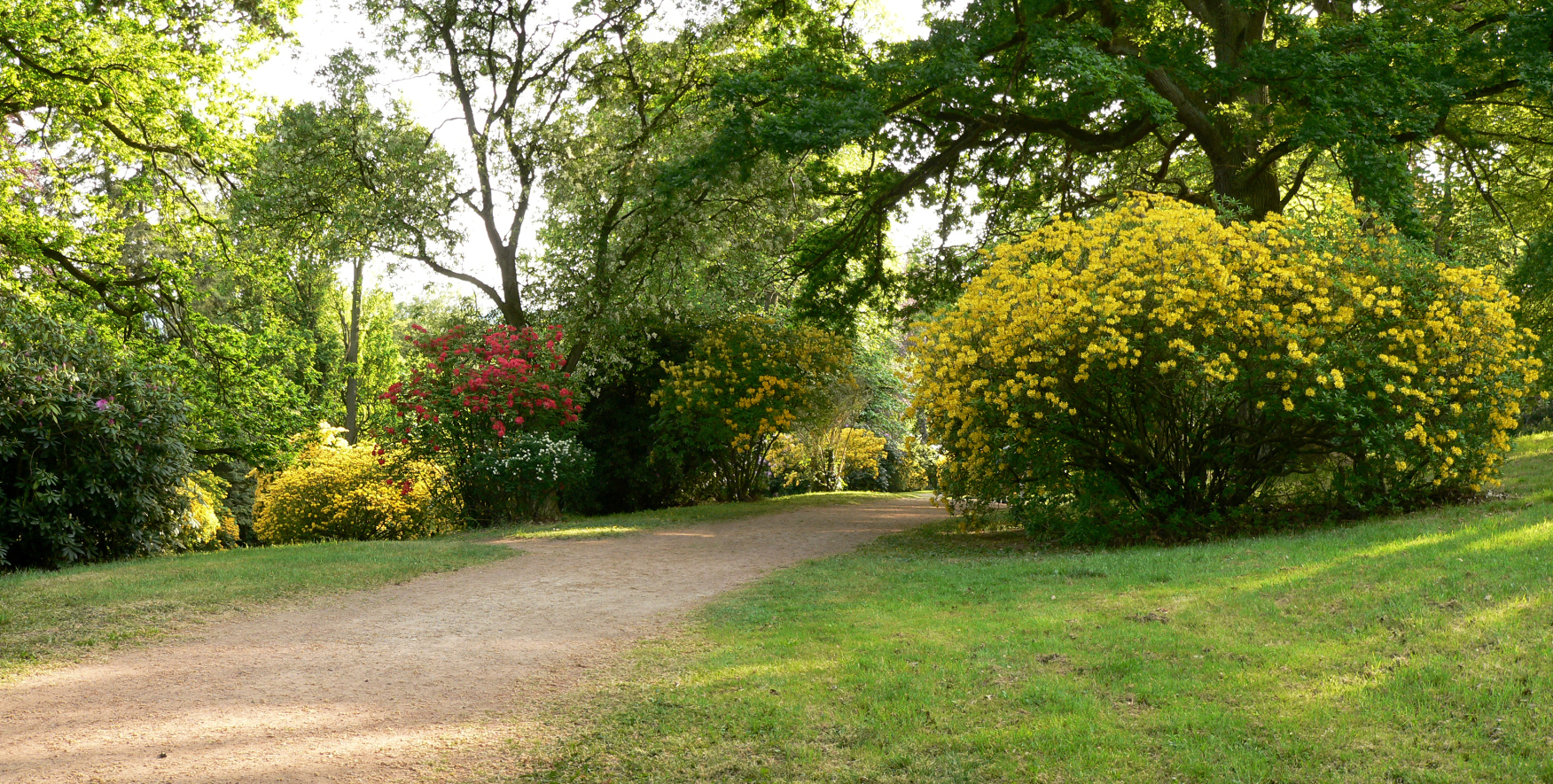
Azaleenbüsche

Eine Zufahrt ist über einen Weg möglich, der aus Richtung Ohr von der Bundesstraße abzweigt. Aussichtspunkte im Park ermöglichen Fernsichten in das Tal der Emmer und das Wesertal mit der großen Weserschleife beim Rittergut Ohr. Am gegenüberliegenden Bückeberg ist das frühere Gelände der Reichserntedankfeste noch deutlich erkennbar.

## Entstehung
Der Ohrberg wurde bis Anfang des 19. Jahrhunderts als Weidefläche für Schafe und als Hutewald genutzt. Ab 1817 ließ Georg Adolf von Hake den südlichen Bereich in einen Landschaftspark umwandeln. Um eine freie Sichtachse zwischen dem Landschaftsgarten und seinem Gutshaus herzustellen, ließ er einzelne Bauernhöfe ins Dorf verlegen. Zur Überwachung der Arbeiten erbaute er 1826 einen Pavillon, den er im Sommer als Wohnung nutzte. Der Park entstand nach dem Vorbild der in dieser Zeit aktuellen englischen Landschaftsparks. Erste Ideen dazu hatte bereits der Vater von Georg Adolph, der Leiter des königlichen Hofbau- und Gartendepartements in Hannover, Christian Ludwig von Hake, entwickelt.

### Entstehungslegende
Laut dem Volksmund beruht die Gründung des Landschaftsgartens darauf, dass Georg Adolph von Hake 1815 in der Schlacht bei Waterloo einen Befehl des Generals von Wellington verweigert hatte. Hake war Kommandeur eines hannoverschen Truppenteils und sei nach Ausschluss aus der Armee lebenslang auf sein Rittergut Ohr verbannt worden.

## Georg Adolph von Hake

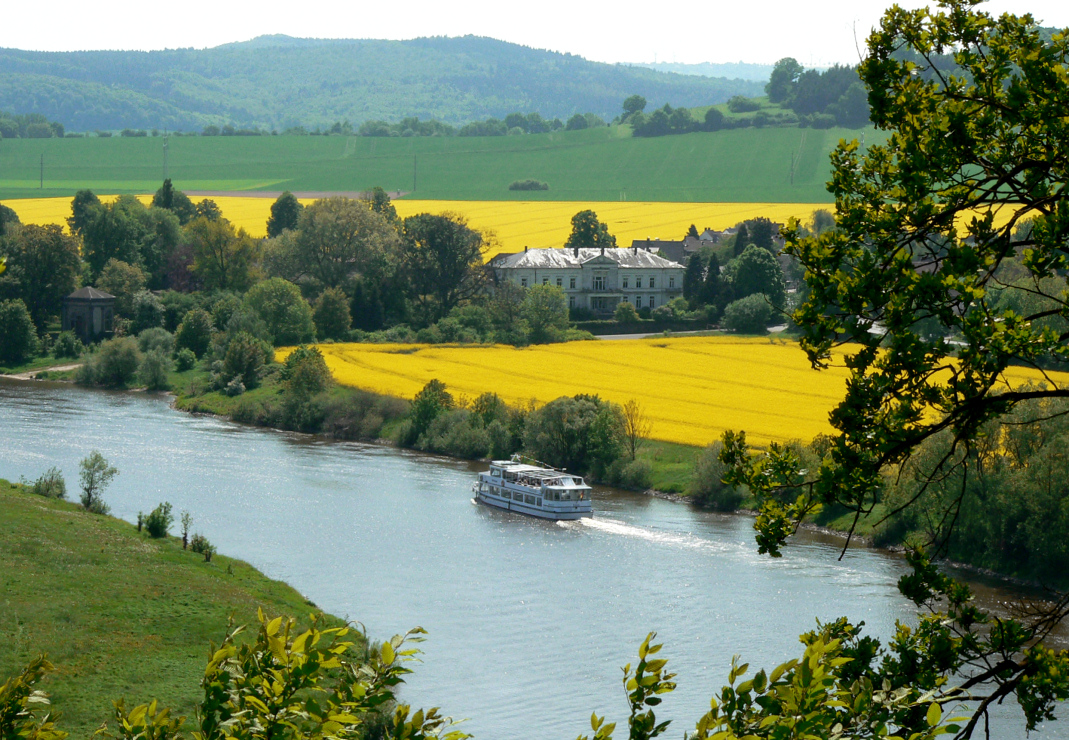
Blick von einem Aussichtspunkt im Park auf die Weserschleife und das Herrenhaus des Rittergutes Ohr

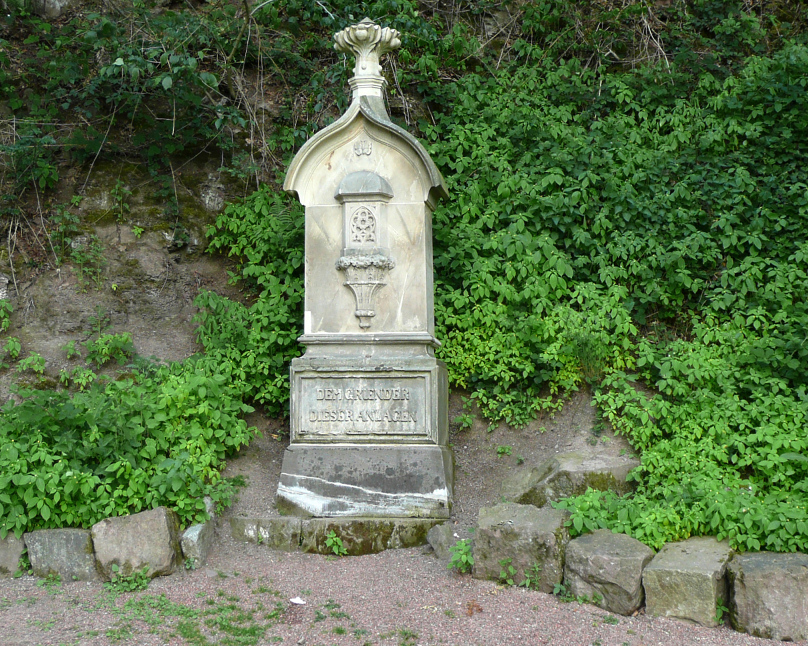
Denkmal für den Parkgründer Georg Adolph von Hake

Georg Adolph von Hake (1779–1840) studierte in Göttingen und wurde 1798 von König Georg III. von Hannover zum Hofjunker berufen. Später war er im Dienst von Ernst August von Hannover. Bei Auslandsaufenthalten in der Schweiz und in England von 1802 bis 1812 lernte er die aktuelle Gartenkunst seiner Zeit mit dem parkartigen englischen Landschaftsgarten kennen. Nachdem sein Vater verstorben war, lebte er ab 1818 auf dem Rittergut Ohr. Georg Adolph von Hake verfasste das Buch Über höhere Gartenkunst – Fragmente aus dem Tagebuch eines alten Gärtners. Er verstarb 1840 kinderlos und vererbte seinen Besitz an einen Vetter aus Diedersen. Er ließ für Georg Adolph in einer Felsennische am Steilhang zur Weser ein Denkmal aus Sandstein aufstellen, das auf einem Entwurf von Ernst von Bandel stammte. Angeblich soll im Denkmal in einer Zinkurne das Herz von Georg Adolph auf eigenen Wunsch beigesetzt worden sein. Seine Gebeine befinden sich in der Kirche von Ohr.
Der Ohrbergpark steht seit 1936 unter Landschaftsschutz und steht noch heute im Eigentum der Familie von Hake. Das naheliegende Rittergut Ohr befindet sich seit 1307 im Besitz der Familie von Hake, die derzeit in der 21. Generation das Gutshaus bewohnt.

## Pflanzen und Gartengestaltung
Der Ohrbergpark ist vor allem wegen seiner früh blühenden Sträucher und exotischen Bäume bekannt. Dazu zählen großflächige Buschgruppen von Azaleen und Rhododendren mit Blütezeit von April bis Juni. Zu nennen sind auch Schneeglöckchenbäume, Kirschlorbeer, Robinien und Goldregen.
An Baumarten sind erwähnenswert Judasbaum, Mammutbaum, Tupelobaum, Amberbaum, Buchen, Schwedische Mehlbeere, Perückenstrauch, Essigbaum, Götterbaum, und Magnolien. An seltenen Bäumen kommen im Park Ginkgobaum, Zaubernuss, Fächer-Ahorn, Kaukasische Flügelnuss und Taschentuchbaum vor.
Der Park ist auf sanft geschwungenen Wegen begehbar, die reizvolle Blickschneisen gewähren. Im südlichen Teil gibt es einen Wechsel von Freiflächen und Gehölzpflanzungen, im nördlichen Teil geht der Park in einen lichten Wald mit Hohlwegen und Treppen über.
Den außergewöhnlichen Sortenreichtum des Landschaftsgartens auf dem Ohrberg erwähnte eine Gartenfachzeitschrift bereits im Jahr 1866. Es war die Rede von 15 Magnolien-, 50 Rhododendren- sowie 225 Azaleensorten. Bedeutende Nachpflanzungen von Azaleen und Rhododendren nahm 1950 der Gutsbesitzer Ernst von Hake vor.
Auf einer zentralen Wiese im Park steht ein 12 m² großer Steintisch. Den Deckstein aus rotem Sandstein stiftete ein Vetter Georg Adolphs aus Buchhagen am Vogler. Die sieben Stützen des Tisches stammen aus dem Gestein des Ohrberges.

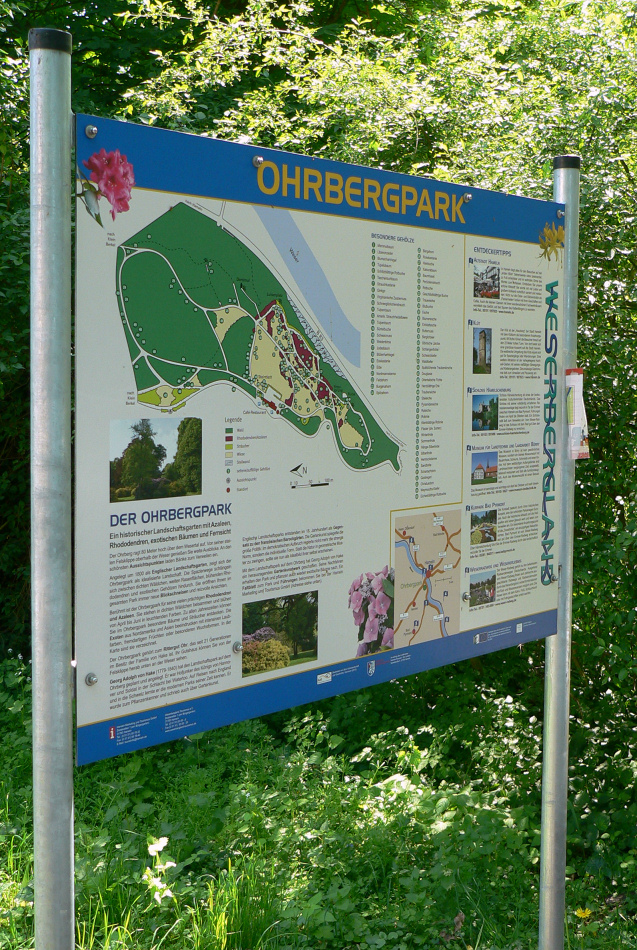
Hinweisschild mit Karte und Baumstandorten
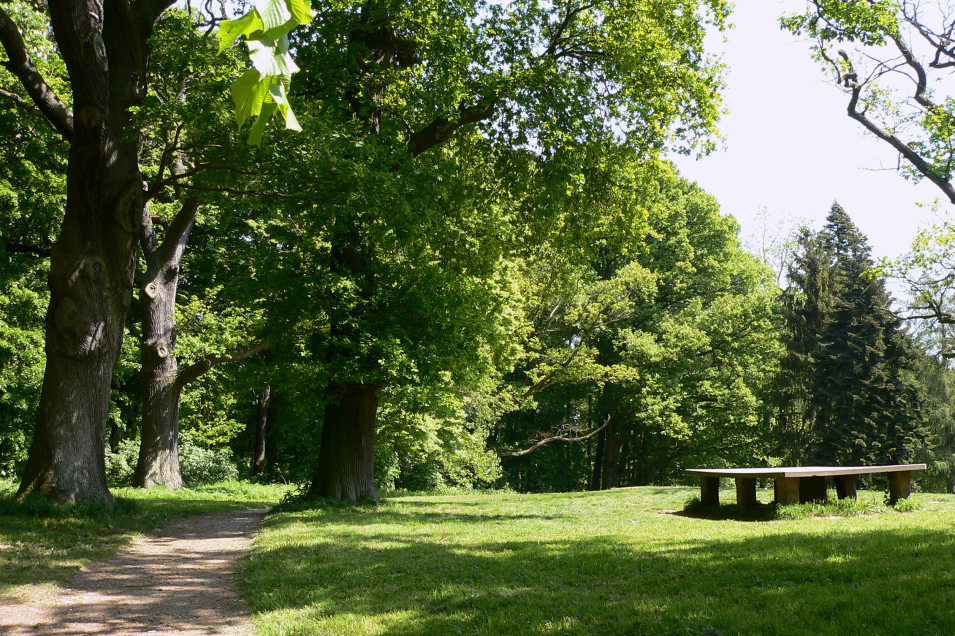
Großer Steintisch auf zentraler Wiese
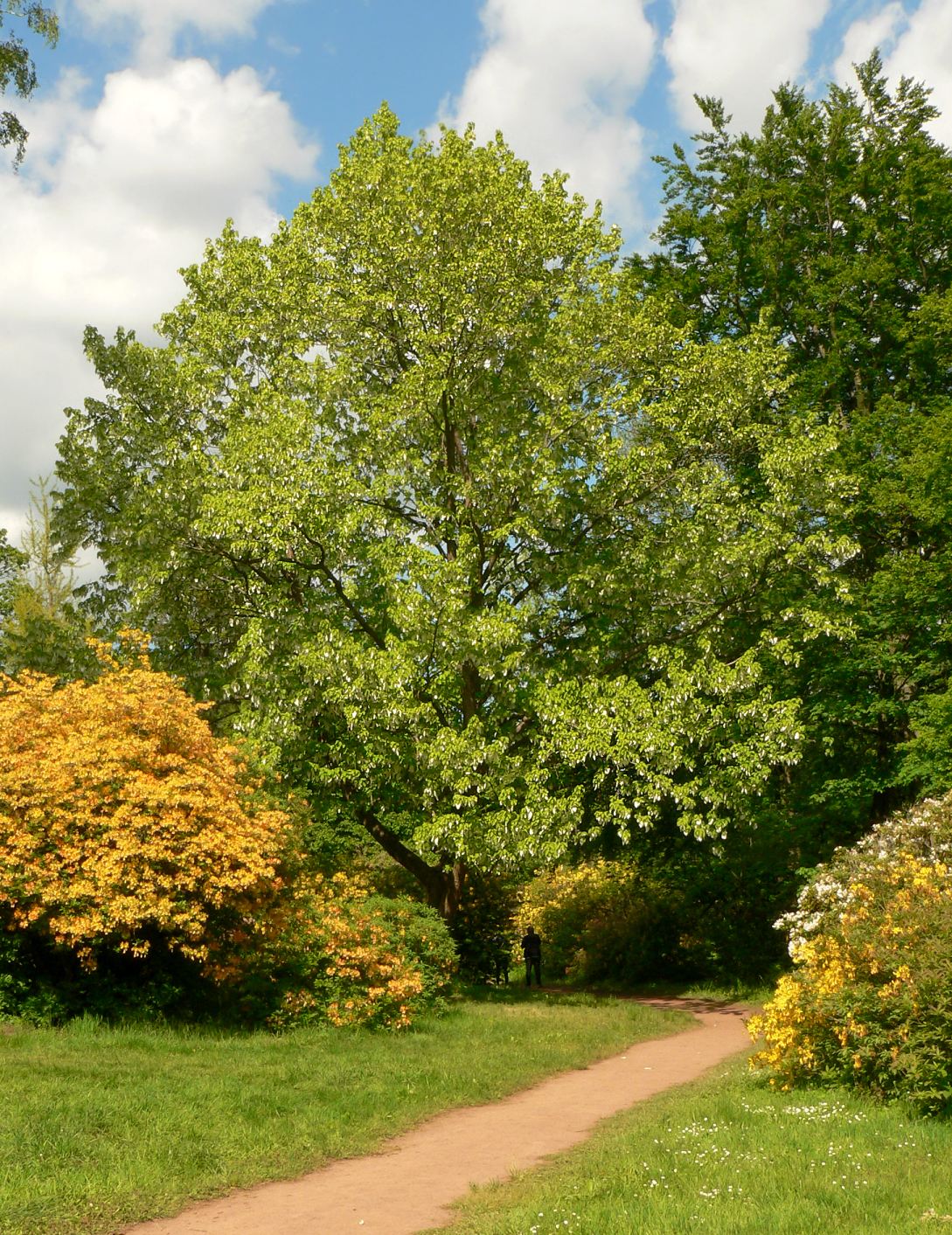
Taschentuchbaum, Person zum Größenvergleich neben dem Stamm
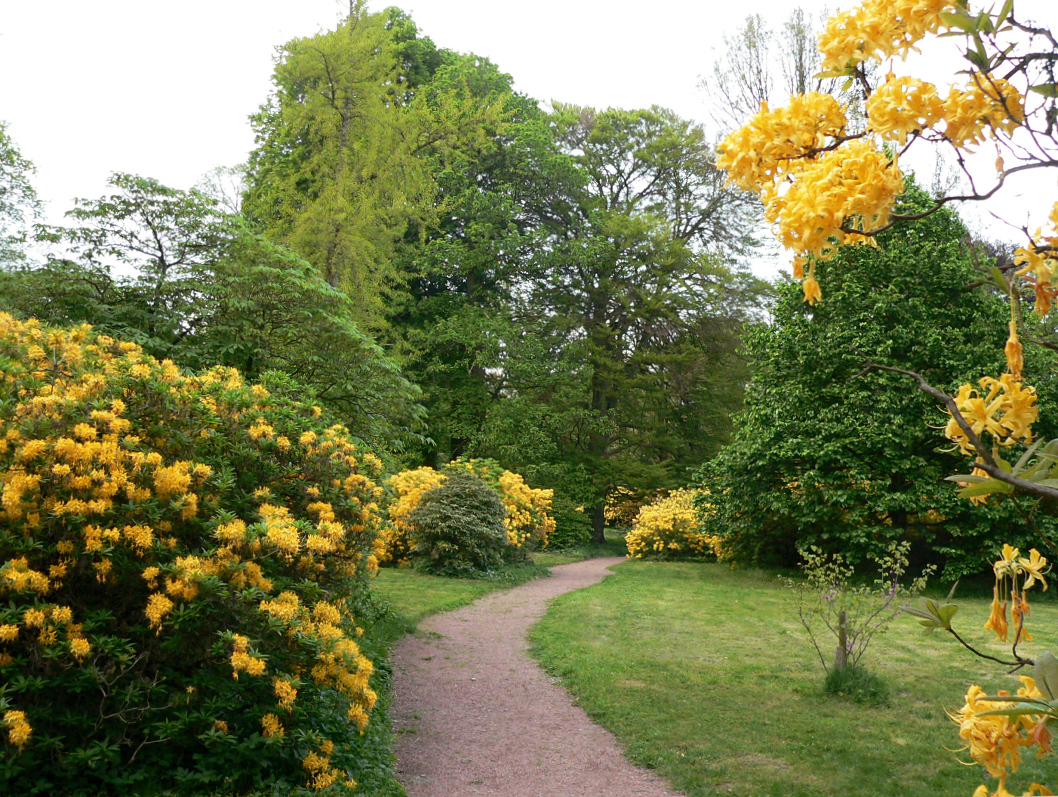
Blühende Azaleen im Frühjahr 2010

### Kleinklima
Die üppige Blüte von Rhododendron und Azaleen beruht auf einem besonderen Kleinklima der Parkanlage, von der ein Steilhang mit Felsenklippen hinunter zur Weser führt. Der Hang erwärmt sich durch die Sonne, wodurch vom Fluss ein feuchter und warmer Luftzug zum Park aufsteigt, der das Pflanzenwachstum begünstigt.

## Heute

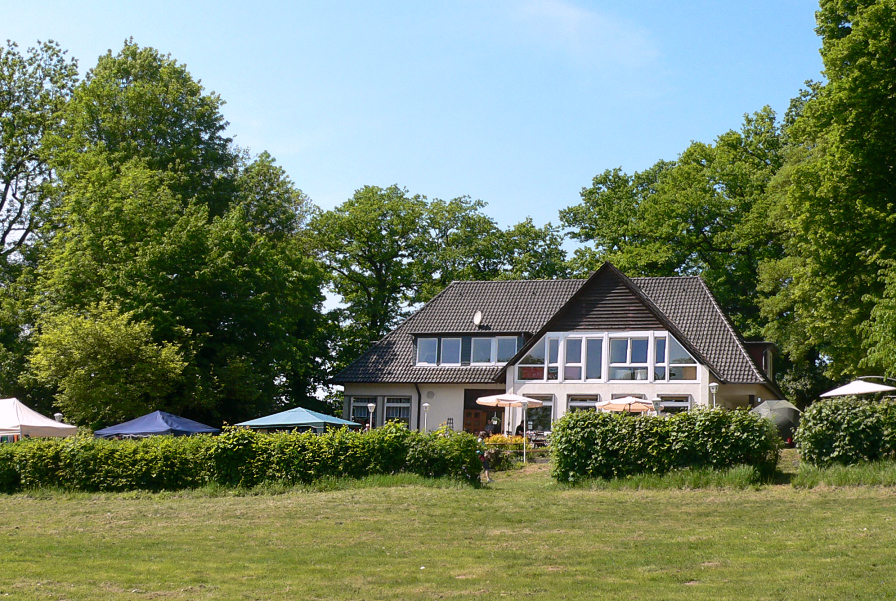
Das Ohrberghaus als ehemalige Ausflugsgaststätte im Park

Der Ohrbergpark wird noch heute von der Familie von Hake gepflegt und unterhalten, wozu auch öffentliche Mittel gewährt werden. Der 1826 von Georg Adolph von Hake im Park erbaute Pavillon wurde 1965 wegen Baufälligkeit abgerissen. Danach wurde an seiner Stelle das Ohrberghaus als Ausflugslokal für Besucher des Ohrbergparks errichtet. Nach mehreren Jahren des Leerstands wurde es 2011 renoviert und als Yogaschule eröffnet. 
Der Park liegt innerhalb des deutlich größeren Landschaftsschutzgebiets „Wesertal“ (LSG HM 33 im Landkreis Hameln-Pyrmont).